# Friedrich Pfäfflin (Theologe)
Karl Friedrich Eberhard Pfäfflin (* 10. August 1873 in Mühlhausen; † 3. Juli 1955 in Ilshofen) war ein deutscher lutherischer Geistlicher. Sein Sohn war Georg Pfäfflin (1908–1972), Pfarrer und Dekan in der Evangelischen Landeskirche in Württemberg.
Friedrich Pfäfflin arbeitete nach seinem Theologiestudium in Tübingen ab 1895 als Vikar und Pfarrverweser in verschiedenen württembergischen Gemeinden. Von 1910 bis 1918 war er Stadtpfarrer an der Lutherkirche in Cannstatt, anschließend Dekan in Langenburg und von 1930 bis zu seinem Ruhestand 1939 Dekan in Brackenheim. Bekannt wurde er als Autor einer deutschsprachigen Bibelübersetzung. Die 1. Auflage 1933 enthielt die Briefe des Neuen Testamentes. 1935 erschienen die Evangelien. 1939 erschien Das Neue Testament in der Sprache von heute übersetzt von Friedrich Pfäfflin.
Eine revidierte Ausgabe wurde 1965 in Heilbronn veröffentlicht.